# Histoire d'Omaya
Histoire d'Omaya est un roman écrit en français par Nancy Huston, romancière et essayiste canadienne anglophone, publié le 1er avril 1985 aux éditions du Seuil.

## Résumé
Il s'agit de l'histoire d'une femme violée. Le roman décrit ses plaintes — ses douleurs et ses actions juridiques. Le livre parodie le roman pornographique de Pauline Réage, Histoire d'O.

## Réception
Françoise Collin, dans Les Cahiers du Grif, apprécie un livre émaillé de « touches impressionnistes » qui est, selon elle, moins un roman qu'une mélopée. Lise Gaboury-Diallo souligne en 2007 les méthodes innovatrices de composition de l'autrice, dans ce cas avec une « structure fragmentée », à l'opposé de certaines autres œuvres.